# Marcos Ruiz
Marcos Ruiz Merinero (Madrid, 1999) es un actor español de cine y televisión conocido por su participación en las series Las aventuras del capitán Alatriste (Telecinco) y El nudo (Antena 3) y las películas Primos, Zipi y Zape y el club de la canica y Las leyes de la frontera.

## Biografía
Obtuvo su primer papel en el largometraje dirigido por David Ulloa y Tristán Ulloa Pudor (2007), donde interpretó a Sergio. En 2011 participó en los largometrajes Primos de Daniel Sánchez Arévalo y Lobos de Arga de Juan Martínez Moreno. En 2013 fue uno de los protagonistas de Zipi y Zape y el club de la canica, donde interpretó a Micro, además de rodar la superproducción en forma de serie de televisión de Telecinco Las aventuras del capitán Alatriste, donde interpretó a Íñigo de Balboa y que se emitió en 2015.
En 2015 protagonizó la película dirigida por Gracia Querejeta Felices 140, junto a Maribel Verdú, Antonio de la Torre o Eduard Fernández, entre otros. En 2016 protagonizó la serie El hombre de tu vida y participó en la película El hombre de las mil caras. En 2018 participó en los largometrajes Los Futbolísimos y Animales sin collar. En 2019 protagonizó el thriller de Antena 3 El nudo, dando vida a Nico.
En 2020 participó en el elenco secundario de la serie de Telecinco y Prime Video Madres. Amor y vida. En 2021 protagonizó la superproducción de Daniel Monzón Las leyes de la frontera, dando vida a Nacho Cañas. Además, rodó la película No mires a los ojos, dirigida por Félix Viscarret.

## Filmografía

### Cine
| Año  | Título                             | Personaje             | Director                  |
| ---- | ---------------------------------- | --------------------- | ------------------------- |
| 2007 | Pudor                              | Sergio                | Tristán Ulloa             |
| 2011 | Primos                             | Dani                  | Daniel Sánchez Arévalo    |
| 2011 | Lobos de Arga                      | Diego                 | Juan Martínez Moreno      |
| 2013 | Zipi y Zape y el club de la canica | Microbio «Micro»      | Oskar Santos              |
| 2015 | Felices 140                        | Bruno Acosta          | Gracia Querejeta          |
| 2016 | El hombre de las mil caras         | Hijo Camoes           | Alberto Rodríguez Librero |
| 2018 | Los Futbolísimos                   | Víctor                | Miguel Ángel Lamata       |
| 2018 | Animales sin collar                | Carlos                | Jota Linares              |
| 2021 | Las leyes de la frontera           | Ignacio «Nacho» Cañas | Daniel Monzón             |
| 2022 | No mires a los ojos                | Raúl                  | Félix Viscarret           |

### Televisión
| Año       | Título                              | Personaje                 | Canal                   | Notas        |
| --------- | ----------------------------------- | ------------------------- | ----------------------- | ------------ |
| 2015      | Las aventuras del capitán Alatriste | Íñigo de Balboa           | Telecinco               | 13 episodios |
| 2016      | El hombre de tu vida                | Juan                      | TVE                     | 8 episodios  |
| 2019      | Hospital Valle Norte                | Gonzalo                   | TVE                     | 1 episodio   |
| 2019–2020 | El nudo                             | Nico                      | Antena 3                | 13 episodios |
| 2020      | Madres. Amor y vida                 | Iván Martínez             | Prime Video / Telecinco | 13 episodios |
| 2023      | Las noches de Tefía                 | Airam Betancor "La Bambi" | Atresplayer             | 6 episodios  |
| 2024      | La sombra de la tierra              | Baldo                     | Atresplayer             | 4 episodios  |